# ГАЗ-24-95
ГАЗ-24-95 — советский полноприводный автомобиль среднего класса, выпущенный на Горьковском автомобильном заводе в 1974 году. Всего было произведено 5 экземпляров. Испытания автомобилей проходили на бездорожье.
Базовой моделью для ГАЗ-24-95 стала заднеприводная ГАЗ-24. Конкурентом по техническим характеристикам и повышенной проходимости являлся УАЗ-469.
Автомобиль ГАЗ-24-95 производился по заказу Горьковского областного комитета КПСС. Руководителем разработки автомобиля являлся Борис Акимович Дехтяр. Леонид Брежнев выезжал на автомобиле на охоту.
При разработке автомобиля ГАЗ-24-95 был учтён опыт ГАЗ М-72. За компоновку отвечал Александр Фёдорович Лебедев.
В отличие от УАЗ-469, автомобиль не оснащён несущей рамой. Также планировалось производство на шасси УАЗ-469, однако оно было аннулировано. При адаптации трансмиссии увеличивались наклонные углы карданов, приводящих в движение ведущие оси. Поскольку автомобиль ГАЗ-24-95 позиционировался как комфортабельный, от трансмиссии УАЗ отказались с учётом шума и вибрации. В результате была сохранена трансмиссия собственного производства, в которую был добавлен абразив для уменьшения шума от шестерёнок. В дифференциалах поставлены кулачковые механизмы повышенного трения. Вместо пружин впереди присутствуют рессоры. Колёса взяты от ГАЗ-21. На них установлены шины от «Чайки».